# Sorvilán
Sorvilán és un municipi de la província de Granada. Es troba al sud de la Serra de la Contraviesa prop del mar Mediterrani, a una altitud de 759 metres. El terme municipal està format pels nuclis de població de Alfornón, Melicena, Los Yesos i Sorvilán.